# NGC 1084

NGC 1084

NGC 1084 هي مجرة حلزونية تقع في كوكبة النهر. تبعد حوالي 65 مليون سنة ضوئية من الأرض. اكتشفها ويليام هيرشيل في 10 يناير 1785. المجرة لديها عدة دوامة وليست محددة بشكل جيد. وهي تنتمي إلى مجموعة مع NGC 988 و NGC 991 و NGC 1022 و NGC 1035 و NGC 1042 و NGC 1047 و NGC 1052 و NGC 1110 وترتبط المجموعة بمجموعة مسييه 77.
كانت موطنا لخمسة مستعرات عظمى في الخمسين سنة الأخيرة 1963, 1996, 1998, 2009, 2012. تكوين النجوم في المجرة هي الفوضى ومع ذلك ليست عالية التصنيف باعتبارها مجرة نجمية. وقد تم تشكيل النجوم في رشقات نارية صغيرة في الـ 40 مليون سنة الماضية. وقد اقترح أن يكون سبب هذا النشاط اندماجا مع المجرة القزمة الغنية بالغاز. وقد تم الكشف عن مصدر راديو 3,5 جنوب غرب المجرة متصلة به بواسطة جسر.

## وصلات خارجية
- NGC 1084 على موقع ويكي سكاي: DSS2, SDSS, GALEX, IRAS, Hydrogen α, X-Ray, Astrophoto, Sky Map, Articles and images